# Лугнакилла
Лугнакилла или Лугнакуилла (ирл. Log na Coille) — гора на юго-востоке Ирландии, высшая точка графства Уиклоу и 13-я по величине на острове.
Высота горы Лугнакилла составляет 925 м, склоны относительно пологие, покрытые луговой растительностью. На двух склонах находятся два ледниковых кара, именуемые местным населением — Южная тюрьма и Северная тюрьма.